# Часниково-імбирна масала
Часников-імбирна масала (англ. Ginger garlic masala) — індійська подрібнена суміші імбиру та часнику .

## Приготування
Для приготування часниково-імбірної масали використовують точильний камінь або змішувач-подрібнювач. В ідеалі готують її перед самим використанням. Під час дроблення до масали додають сіль, та інші компоненти згідно рецепту.
- Часниково-імбирна приправа.                                                                                                                                              Попередньо окремо висушити зубчики часнику і корінь. Перетерти їх в порошок і змішати в рівних пропорціях. Готову приправу зберігати в ємності зі скла. Використовувати для приготування різних страв, в тому числі і дієтичних (можна навіть замість солі).

- Настоянка.                                                                                                         Взяти половину кілограма очищеного часнику і імбиру (по 250 г кожного). У свіжому вигляді подрібнити за допомогою необхідного кухонного пристосування. Отриманиу суміш викласти в банку зі скла і додати півлітра горілки і сік, отриманий з кілограма лимонів. Ємність закупорити і поставити в прохолодне місце.
- Часниково-імбирний напій.                                                                                                    Корінь і часник дрібно порізати. Обидва інгредієнта з'єднати з окропом у співвідношенні по одній порції продуктів і 20 порцій води, помістити в термос. Залишити на 12 годин.

Суміш часника з імбиром дуже часто використовується в індійських карі та овочевих стравах у багатьох частинах Індії. Він також використовується в тайській та італійській кухні.

## Властивості
Суміш має багато корисних властивостей , а також покращує смак та аромат страви, до якої її додають.
Імбир містить безліч амінокислот, крохмаль, ліпіди, антиоксиданти, вітаміни C, Д, B1, B2, A, такі хімічні елементи як: кальцій, марганець, фосфор, калій, алюміній, кремній, холін, залізо, вітамін С, германій, хром, натрій, магній.
Часник також відомий своїми цілющими властивостями. Він має низьку калорійність і високу поживну цінність: марганець — 23 відсотки, вітамін B6 — 17 відсотків, вітамін C — 15 відсотків, селен — 6 відсотків, клітковина — 0,6 грама.
Завдяки корисним властивостям імбиру та часнику часниково-імбирна масала ефективно впливає на організм людини.